# 罷敵姓
罷敵，一個較罕見的複姓中文姓氏。

## 外部連結
- 臺灣尋根網（页面存档备份，存于）